# Maria Theresia Löw
Maria Theresia Löw nascida a 27 de março de 1809 e falecida a 30 de dezembro de 1885, judia alemã, harpista e cantora, casada com Karl-August Lehmann, tenor heróico, era a mãe de Lilli Lehmann e Marie Lehmann. De acordo com Lilli Lehmann, ela foi aluna de Heinrich Anton Föppel, um baixo de Frankfurt e excelente professora de canto cuja escola fez com que Löw mantivesse o frescor de sua voz até o final de sua vida.
Depois de separar-se do marido, Löw foi a responsável pela educação musical das filhas e as levava a assistir todos os grandes cantores da época, especialmente no Deutsches Landestheater em Praga. Sua disciplina e cobranças sobre suas filhas resultaram na formação destas em excelentes artistas. Lilli Lehmann em Meine Gesangskunst conta que Löw foi sua crítica mais severa nunca satisfeita.
Löw trabalhou com Louis Spohr em Kassel e era amiga particular de Richard Wagner.